# Obrium formosanum
Obrium formosanum är en skalbaggsart som beskrevs av Schwarzer 1925. Obrium formosanum ingår i släktet Obrium och familjen långhorningar.
Artens utbredningsområde är Taiwan. Inga underarter finns listade i Catalogue of Life.